# Rachel Stevens

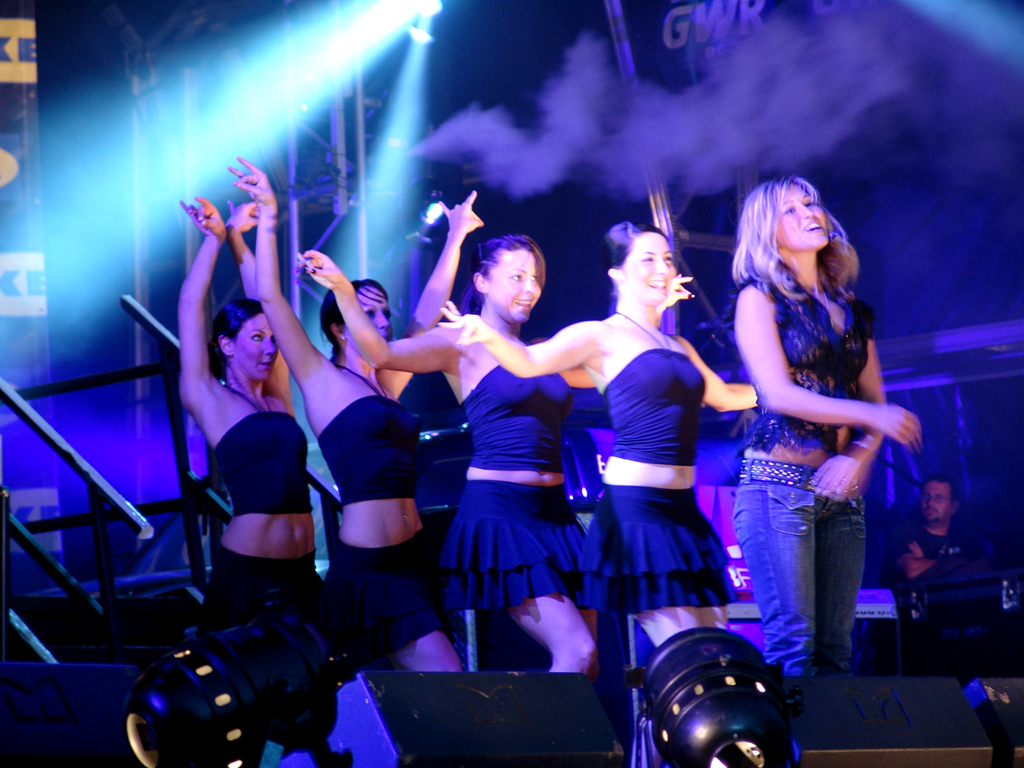
Rachel Stevens (rechts)

Rachel Lauren Stevens (Southgate (Londen), 9 april 1978) is een Britse zangeres, model en actrice.

## Biografie
Stevens werd geboren als dochter van Michael Stevens, die naam maakte als uitgever van een Londense prostitutiegids, en Linda Stevens. Vanaf haar vijfde volgde Stevens zang, dans en dramatische expressie. Ze won de Just 17 magazine modellenwedstrijd in 1993 en werkte een tijdje als model. Nadat ze afstudeerde aan de London School of Fashion werkte ze even in de Public Relations om zich op haar 21ste bij de Britse popgroep S Club 7 te voegen.

### S Club 7
Met de groep scoorde ze 10 top-5 hits in het Verenigd Koninkrijk en werkte ze mee aan vier televisieseries: Miami 7, LA 7, Hollywood 7 en Viva S Club. Ook waren er specials zoals 'Boyfriends and Birthdays', 'Back to the 50's', Artistic Differences en S Club 7 Christmas Special. Ze werkten ook aan een WWF-project 'sclub wild'. En natuurlijk de film Seeing Double (2003) tot S Club 7 in april dat jaar werd ontbonden. Van 1999 tot 2003 was Stevens bevriend met acteur Jeremy Edwards, die speelt in Holby City. Sinds augustus 2005 heeft ze een relatie met Stevens Gavin Dein, stichter-CEO van Reward en zoon van de Arsenal chairman David Dein.

### Solo

#### Funky Dory
Op 15 september 2003 verscheen Stevens eerste solosingle Sweet Dreams My LA Ex. In het Verenigd Koninkrijk werd het nummer 2 (na The Black Eyed Peas met Where is the Love?) en wereldwijd werden circa 250.000 exemplaren verkocht. In oktober won Stevens de NMA Award als Beste Britse Zangeres. Het album Funky Dory - een mix van pop en R&B - verkocht meer dan 100.000 exemplaren in de eerste twee weken maar de gelijknamige single werd geen hit. In juli 2004 verscheen een remix van het album Funky Dory met extra tracks. Hiervan stootten 2 singles door tot de top 5: Some Girls van Richard X en More More More, een cover van de Andrea True Connection. Beide versies van het album Funky Dory verkochten in Groot-Brittannië meer dan 270.000 exemplaren.

#### Come And Get It
In maart 2005 verscheen de single Negotiate with Love en in april So Good. Beide singles behaalden de 10e positie in de Britse hitlijsten. In oktober kwam een derde single, I Said Never Again (But Here We Are), uit en een tweede album Come and Get It. Beiden werden geen grote hits; de single bleef steken op nummer 12 en het album op nummer 28. Van het album werden meer dan 18.000 exemplaren verkocht. In september verscheen Stevens in de film Deuce Bigalow: European Gigolo.

### Strictly Come Dancing
In 2008 nam Rachel deel aan de zesde serie van het BBC-programma Strictly Come Dancing. Met haar danspartner Vincent Simone haalde ze de finale en scoorde een recordaantal 10s. In de finale werden Rachel en Vincent verslagen door acteur Tom Chambers en zijn danspartner Camilla Dallerup. Vervolgens namen Rachel en Vincent deel aan de Strictly Come Dancing-tournee, waar zij een groot deel van de shows wonnen.

#### 2 Unlimited
In augustus 2009 werd bekendgemaakt dat Rachel Stevens naast Ray Slijngaard zou gaan optreden in de formatie 2 Unlimited. Deze Nederlands-Belgische popact was in de jaren negentig zeer bekend als dansformatie over de hele wereld.

Ray en Rachel werken nu samen aan een cover van Come In Out of thé Rain van Wendy Moten en zullen binnenkort voor het eerst samen te zien zijn in de I love the '90's-tour in België.

## Discografie
(Britse hitlijstgegevens)

### Albums
- Funky Dory, 29 september 2003, nr. 9
- Funky Dory (repackaged), 26 juli 2004, nr. 13
- Come And Get It, 10 oktober 2005, nr. 28

### Singles
- Sweet Dreams My LA Ex, 15 september 2003, nr. 2
- Funky Dory, 8 december 2003, nr. 26
- Some Girls, 12 juli 2004, nr. 2
- More More More, 4 oktober 2004, nr. 3
- Negotiate With Love, 28 maart 2005, nr. 10
- So Good, 4 juli 2005, nr. 9
- I Said Never Again (But Here We Are), 3 oktober 2005, nr. 12

## Prijzen
- Favorite Female UK singer - National Music Awards 2003
- Best Dressed Star - Smash Hits Poll Winners Party 2003
- Best Female - Disney Channel Kids' Choice Awards 2004
- Best Dressed Star - Smash Hits Poll Winners Party 2004
- Most Fanciable Female - Smash Hits Poll Winners Party 2004
- Sexiest Female Celebrity - Celebrity Awards 2004
- Recording artist of the Year - 52nd Annual Showbusiness Awards 2004
- Woman of the Year - Glamour Awards 2005